# Pierre de Montesquiou-Fezensac
Pour les articles homonymes, voir Pierre de Montesquiou.
Pour les autres membres de la famille, voir Maison de Montesquiou.
Anne Élizabeth Pierre de Montesquiou-Fezensac, comte de l'Empire (1809), né à Paris le 30 septembre 1764 et mort au château de Courtanvaux (Bessé-sur-Braye) le 4 août 1834, est un militaire et homme politique français, Grand Chambellan de Napoléon Ier et Président du Corps Législatif.  

## Biographie
Il nait le 30 septembre 1764 à Paris, fils aîné de Anne-Pierre de Montesquiou-Fezensac, dit le « marquis de Montesquiou »,,, et de Jeanne Marie Hocquart de Montfermeil.
Il est le petit-fils de Jean-Hyacinthe Hocquart de Montfermeil, fermier-général.Il embrasse la carrière des armes et est nommé dès 1779 - à l'âge de 15 ans - sous-lieutenant au régiment Dauphin-Dragons.
Il devient lieutenant en 1781, avant d'être pourvu le 5 décembre 1781 de la charge de premier écuyer du comte de Provence, en survivance de son père.
Le comte de Montesquiou, connu longtemps sous le titre de baron, vécut dans la retraite pendant la plus grande partie de la Révolution française.
En 1798, son père le marquis Anne-Pierre de Montesquiou-Fezensac épouse en secondes noces Anne-Louise Thomas de Domangeville, veuve du marquis de Pange et rescapée des geôles de la Terreur.
Il revient à Paris seulement en 1804, comme président de canton pour assister au couronnement de Napoléon Ier.

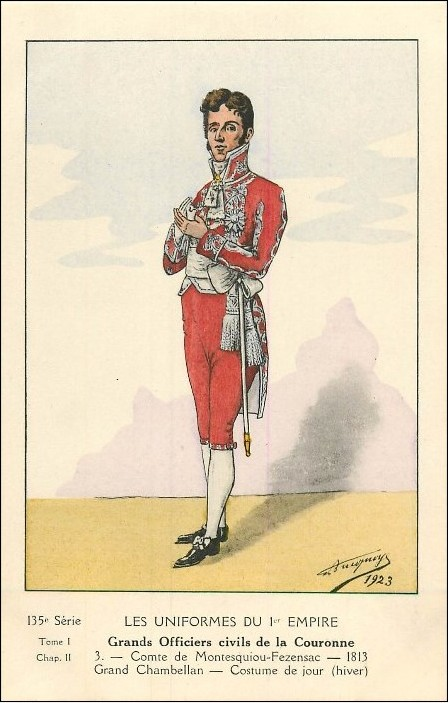
Le comte de Montesquiou-Fezensac, grand chambellan.

Sans hostilité contre le pouvoir nouveau, il est choisi le 2 vendémiaire an XIV par le Sénat conservateur, comme député du Nord au Corps législatif (il y est réélu le 8 mai 1811). Il fut nommé le 16 septembre 1808 président de la commission des finances. Le 12 novembre, il rend compte des travaux de la commission et fit plusieurs rapports qui obtinrent du succès. En 1809, il remplaça dans les fonctions de grand chambellan l'Empire le prince de Talleyrand, qui venait d'être promu à la dignité de vice-grand électeur. Il devient également maire de Saints le 29 janvier 1809, et est fait comte de l'Empire le 11 février 1809. Le 18 janvier 1810, il est élu et proclamé candidat à la présidence du Corps législatif en remplacement de Fontanes, devenu sénateur.
Le 3 avril 1810, lendemain du mariage Napoléon Ier avec Marie-Louise d'Autriche, il la félicita en ces termes :

« Sire,
Le corps législatif vient mêler ses vœux aux acclamations des peuples. Toute l'Europe retentit de cet illustre hyménée, de ce gage assuré de la paix, de cette auguste alliance qui semble porter avec elle toutes ses destinées. Il est glorieux, Sire, de pouvoir commander aux fureurs de la guerre, et de faire cesser les rivalités des nations ; mais qu'il est heureux de jouir de cette gloire auprès d'une jeune princesse dont les vertus ont devancé l'âge, et qui, par les regrets qu'elle laisse aux lieux de sa naissance, promet tant de bonheur à Votre Majesté et au peuple qu'elle vient d'adopter !
La renommée, Madame, a fait assez connaître les merveilles de ce règne et l'éclat du trône où vous montez ; mais il est auprès de ce trône glorieux une place toujours réservée pour la grâce et la bonté, dont le malheur fait son premier asile, et dont la gloire se compose de bienfaits et de reconnaissance : c'est à ce rang suprême que vous appellent tous les vœux. Déjà les plus douces espérances naissent à votre approche ; un charme puissant se fait sentir dans cet empire ; il semble qu'un nouveau cours de prospérités commence pour le monarque et pour ses peuples.
Oui, Sire, nous verrons les plus doux sentimens de la nature inspirer votre génie, l'esprit de famille s'unir à l'amour de la patrie, et la France recevoir de nouveaux bienfaits de la tendresse paternelle.
Que votre bonheur et celui de vos peuples consacrent donc à jamais cette illustre alliance ! Qu'elle ramène parmi nous ces longues années de paix, si chères a nos souvenirs ; que l'auguste compagne de votre trône réalise tous mes vœux; qu'elle soit chère à V. M., chère à ses peuples, et que ce concours d'affection et d'hommages soit le charme de votre vie et sa plus douce récompense. »

Le 4 avril, il reçoit la grand'croix de deux ordres étrangers : l'ordre de Saint-Léopold d'Autriche et de celle de Saint-Joseph de Wurtzbourg, le grand-duc de Wurtzbourg étant un oncle paternel de la jeune impératrice.
En 1811, sa femme est nommée gouvernante du roi de Rome, héritier de l'Empire. L’enfant surnommera sa gouvernante "Maman Quiou". Il préside le Corps législatif pendant les sessions du 24 janvier 1810 au 23 novembre 1813.
Entré au Sénat conservateur le 5 avril 1813, il est envoyé, par décret du 26 décembre, à Rouen, afin d'y prendre des mesures de salut public. Le 8 janvier 1814, il est nommé aide-major général de la Garde nationale de Paris.
Après la restauration, Louis XVIII le fait pair de France le 4 juin 1814 et chevalier de Saint-Louis le 5 octobre. Mais comme, au retour de Napoléon de l'île d'Elbe, il avait repris auprès de lui toutes ses fonctions, il cesse d'être employé à la seconde Restauration, à partir du 8 juillet 1815.
Le comte de Montesquiou se retire alors dans son château de Courtanvaux, près de Bessé-sur-Braye, et ne reparait aux Tuileries qu'en 1819, ayant été de nouveau compris dans la promotion de pairs qui eut lieu le 5 mars. Cette nomination fut un acte spontané de Louis XVIII et non le résultat d'une demande ; le comte de Montesquiou était trop fier pour cela. Le roi le savait bien, et il dit au duc de la Chastre, qui avait renouvelé connaissance avec Montesquiou : « Vous avez sûrement été obligé d'aller au-devant de lui, car il ne vient jamais au-devant de personne. » Après la révolution de 1830, il continua de siéger, à la chambre des pairs, où il s'est toujours fait remarquer par la dignité de son caractère, par l'intelligence des affaires politiques et par l'indépendance modérée de ses opinions.
Il a été nommé ministre de France à Dresde.
Il meurt au château de Courtanvaux à Bessé-sur-Braye, le 4 août 1834.

### Fonctions
- Député du Nord au Corps législatif (2 vendémiaire an XIV, réélu le 8 mai 1811, jusqu'en 1813);
  - Président de la commission des finances (16 septembre 1808),
  - Président du Corps législatif (24 janvier 1810-23 novembre 1813) ;
- Maire de Saints le 29 janvier 1809 ;
- Sénateur (5 avril 1813) ;
- Pair de France (4 juin 1814, 2 juin 1815 (Cent-Jours), annulé le 24 juillet 1815, restauré baron-pair le 19 mars 1819, lettres patentes du 23 avril 1824).

### Titres
- Comte de Montesquiou
- 1er comte de Montesquiou-Fezensac et de l'Empire (11 février 1809).

### Distinctions
- Légion d'honneur[6] :
  - Légionnaire (21 décembre 1808), puis,
  - Officier (2 décembre 1809), puis,
  - Commandant (30 juin 1811), puis,
  - Grand officier (6 janvier 1815), puis,
  - Grand-croix de la Légion d'honneur (26 octobre 1826) ;
- Chevalier de l'Ordre royal et militaire de Saint-Louis (5 octobre 1814) ;
- Grand'croix de l'Ordre impérial Léopold d'Autriche (4 avril 1810) ;
- Grand-croix de l'Ordre de Saint-Joseph de Wurtzbourg (4 avril 1810) ;
- Grand-croix de l'Ordre de la Couronne de Saxe (ou Ordre de la Couronne de Rue).

### Hommage, Honneurs, Mentions...
- Premier écuyer du comte de Provence (5 décembre 1781) ;
- Grand chambellan de France (1809).

### Mariage et descendance
Il épouse à Paris le 11 janvier 1780 Louise Charlotte Françoise Le Tellier de Courtanvaux (26 juin 1765 - château de Courtanvaux, 29 mai 1835), fille de Charles François César Le Tellier, marquis de Courtanvaux, brigadier des armées du Roi, chevalier de Saint Louis, président de l'Académie des Sciences, et de Charlotte Bénigne Le Ragois de Bretonvillers. En 1810, elle fut nommée gouvernante du fils de Napoléon 1er et de Marie-Louise, "Napoléon II", jusqu'en 1815 où l'enfant fut remis à sa famille maternelle. Elle était aussi la belle-sœur d'Ambroise Polycarpe de La Rochefoucauld.
Tous deux ont cinq enfants :
- Eugène de Montesquiou Fezensac, colonel de chasseurs, chambellan de l'Empereur, comte de l'Empire (Paris, 15 août 1782 - Ciudad Rodrigo, Espagne, 12 décembre 1810), marié en 1801 avec Aline d'Harcourt (Paris, 3 avril 1782 - Paris, 26 juin 1848), fille de Charles Louis Hector d'Harcourt, marquis d'Olonde, lieutenant général des armées du Roi, pair de France, et d'Anne Marie Louise d'Harcourt Beuvron. Dont postérité ;
- Anatole de Montesquiou Fezensac, chambellan et aide de camp de l'Empereur, colonel, baron de l'Empire, en retraite sous la Restauration, sous Louis-Philippe pair de France, député de la Sarthe, général de brigade, fait grand d'Espagne en 1858 (Paris, 8 août 1788 - château de Courtanvaux, 22 janvier 1878), marié en 1809 avec Marie Joséphine Elodie de Montesquiou Fezensac, sa cousine germaine, ( - Paris 7e, 19 mai 1875), fille d'Henri de Montesquiou de Fezensac et de Augustine Dupleix de Bacquencourt. Dont postérité ;
- Alfred de Montesquiou Fezensac (Mauperthuis, 23 novembre 1794 - Paris, 28 août 1847), marié en 1817 avec Madeleine Barbe Cuillier-Perron (Coël, 20 septembre 1801 - château du Fresne, Authon, 1er juillet 1869), fille de Pierre Cuillier-Perron, général, et de Madeleine Déridan. Dont postérité ;
- Rosamée de Montesquiou Fezensac (Paris, 20 octobre 1789 - novembre 1797) ;
- Clodoald de Montesquiou Fezensac, non marié (16 août 1801 - Paris, 6 juin 1820)[7].

## Armoiries
| Figure | Blasonnement |
|        | Armes de comte de l'Empire : D'or à deux tourteaux de gueules, posés en pal ; au canton des Comtes Membres de Collège électoral brochant. L'écu posé sur les insignes de Grand chambellan de l'Empire. Toque de Comte de l'Empire, manteau des sénateurs de l'Empire. |
|        | Armes de baron-pair de France : D'or à deux tourteaux de gueules, posés en pal. |